# Бофалора д'Ада
Бофалора д'Ада (итал. Boffalora d'Adda) је насеље у Италији у округу Лоди, региону Ломбардија.
Према процени из 2011. у насељу је живело 1683 становника. Насеље се налази на надморској висини од 77 м.

## Становништво
| 1931. | 1936. | 1951. | 1961. | 1971. | 1981. | 1991. | 2001. | 2011. |
| ----- | ----- | ----- | ----- | ----- | ----- | ----- | ----- | ----- |
| 887   | 922   | 950   | 982   | 841   | 849   | 931   | 1.042 | 1.705 |